# 9.º Regimiento de Artillería de la Luftwaffe
El 9.º Regimiento de Artillería de la Luftwaffe (9. Luftwaffen-Artillerie-Regiment) fue una unidad de la Luftwaffe durante la Segunda Guerra Mundial. 

## Historia
Fue formado en octubre de 1942 en Arys. El 1 de noviembre de 1943 pasó bajo el control total del Ejército, siendo renombrado como el 9.º Regimiento de Artillería (L), excepto el IV Batallón, que se convirtió en el I Batallón/2.º Regimiento Antiaéreo.

## Comandantes
- Coronel Rudolf Schiffer - (octubre de 1942 - enero de 1943)
- Teniente coronel Engelbert Massing - (enero de 1943 - 1 de noviembre de 1943)

## Orden de Batalla
Organización:
- I Batallón 1-4
- II Batallón 5-8
- III Batallón 9-11
- IV Batallón 12-15; 1.-4 Columna Ligera de Transporte

## Servicios
Bajo la 9.ª División de Campo de la Fuerza Aérea.